# 布勒杜·科瓦留
布勒杜·科瓦留（羅馬尼亞語：Brăduţ Covaliu；1924年4月1日—1991年5月29日），是罗马尼亚的画家，代表社会主义写实主义，曾在布加勒斯特的美术学院任教。

## 作品
- 《Pe ţărmurile artei》（1997年）